# 宮内庁書陵部

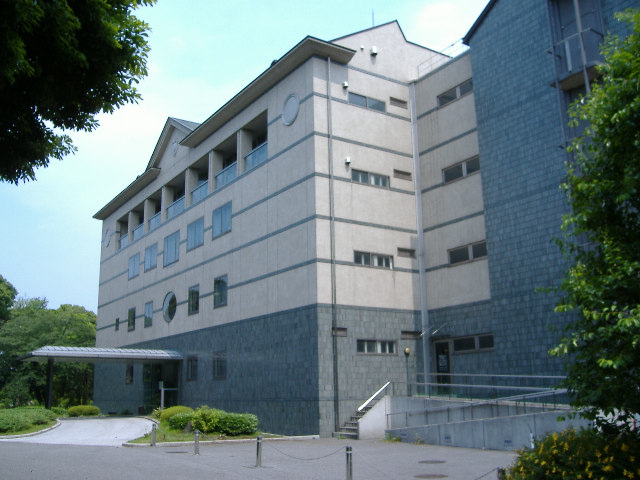
宮内庁書陵部

宮内庁書陵部（くないちょうしょりょうぶ）は、皇室関係の文書や資料などの管理と編修、また陵墓の管理を行う、宮内庁の内部部局の一つ。指定職4号俸の書陵部長を長とし、図書課、編修課、陵墓課と、国内を5つの区域にわけて陵墓を管理している陵墓監区事務所に大きく分かれる。
元は1884年（明治17年）に設置された図書寮と、1886年（明治19年）に設置された諸陵寮の職務を引き継ぎ、現在の書陵部が誕生したのは1949年（昭和24年）である。図書課、編修課、陵墓課の三課体制で、資料の公開や皇室制度や文化の研究をし、その成果を刊行物や機関誌での刊行、三課交代で行う展示会で一般に広める活動を行っている。

## 組織
- 図書課
- 編修課
- 陵墓課

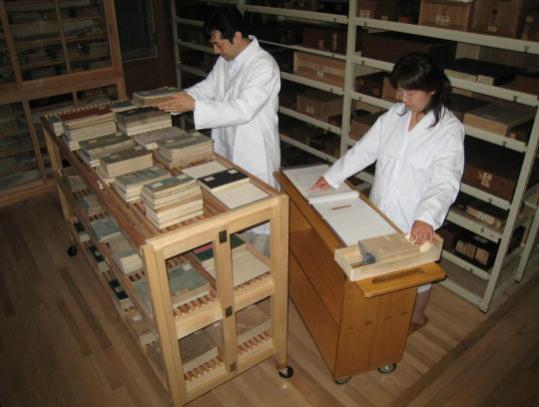
図書課図書寮文庫出納係、収蔵庫内での作業風景

- 多摩陵墓監区事務所（東京都八王子市、武蔵陵墓地内）
山形県、新潟県、栃木県、東京都、神奈川県、長野県内の陵墓を管理する。
- 桃山陵墓監区事務所（京都府京都市伏見区、伏見桃山陵内）
岡山県、広島県、山口県、福岡県、佐賀県、長崎県、熊本県、宮崎県、鹿児島県内と兵庫県、京都府、大阪府の一部の陵墓を管理する。
- 月輪（）陵墓監区事務所（京都府京都市東山区、泉涌寺内）
富山県、石川県、滋賀県、鳥取県、島根県内と京都府、兵庫県の一部の陵墓を管理する。
- 畝傍（）陵墓監区事務所（奈良県橿原市、神武天皇陵内）
奈良県、三重県、岐阜県、愛知県、静岡県内の陵墓を管理する。
- 古市陵墓監区事務所（大阪府羽曳野市、応神天皇陵内）
和歌山県、香川県、徳島県、愛媛県、高知県内と大阪府、兵庫県の一部の陵墓を管理する。

## 主な現行出版
- 『皇室制度史料』宮内庁書陵部編、吉川弘文館刊[2] - 各・昭和後期から発行
- 『圖書（図書）寮叢刊』宮内庁書陵部編、明治書院刊 - 京都御所関連